# Chucho Rivas
Jesús Manuel Rivas Sosa (Rosario, Sinaloa, México; 2 de septiembre de 1997), conocido como Chucho Rivas, es un cantante y compositor mexicano.

## Biografía

### Inicios
Jesús Manuel Rivas Sosa nació en Rosario, Sinaloa, México el 2 de septiembre de 1997.  A los 3 años se mudó a Mazatlán. Comenzó a crear versiones pop de éxitos del género regional mexicano, gracias a los arreglos que hizo de los covers al pop acústico, mantuvo abarrotado por tres años consecutivos el bar donde se presentaba en Mazatlán, con un aforo de 400 a 600 personas cada miércoles.

### 2014-2017:Covers
Cuando tenía 14 años participó en el reality show La Academia en su edición llamada "La Academia 10 Años" producido por TV Azteca donde ganó el segundo lugar. En 2017, lanzó de forma independiente el álbum Covers, que consistió en versiones de canciones de otros artistas entre ellos: «Hasta el amanecer» del cantante nacionalizado colombiano Nicky Jam, «Adiós amor» tema popularizado por el mexicano Christian Nodal, «Sé que te vas» del dúo estadounidense Ha*Ash y «Siempre te voy a querer» de la banda mexicana Calibre 50, entre otros.

### 2018-presente:Amarte y perderte
En 2018 decidió publicar su primer sencillo en la plataforma de YouTube, llamado Amarte y perderte. En 2019 lanzó su primer álbum solista debut titulado Amarte y Perderte donde cuenta con colaboraciones musicales con Lalo Ebratt y Erik Rubín. Rubin fue el productor ejecutivo de este álbum y fue grabado y producido en Mazatlán por la empresa Seitrack. El álbum cuenta con 11 canciones. El disco incluye los sencillos «Amarte y perderte», «Hoy se me olvida», «Cuando te veo», «Mi mundo», «Boom boom» con Lalo Ebratt, «No le tengo miedo a los kilómetros» y «Rincones de tu cuerpo».
En 2019, fue telonero en dos fechas de la gira 100 años contigo para el dúo Ha*Ash, y para la gira Rojo Tour para Río Roma. Durante esos años colaboró con Kenia Os,  Lalo Ebratt, Erik Rubín, Rodrigo Aroca, Nicole Gatti y Alex Coppel.

## Discografía
Álbumes de estudio
- 2016: Covers
- 2017: Covers Vol. 2
- 2019: Amarte y perderte
- 2023: Cuatro y Tres

## Teatro
| 2019 | Jesucristo Súper Estrella |

## Giras musicales
Como artista principal
- 2018-2019: Amarte y Perderte Tour (2018-2019)

Como telonero
- 2019: Gira 100 años contigo (para Ha*Ash)[10][11]
- 2019: Rojo Tour (para Río Roma)[12]

## Premios y nominaciones

### Kids Choice Awards
| Año  | Premio                     | Categoría                         | Resultado | Ref.   |
| ---- | -------------------------- | --------------------------------- | --------- | ------ |
| 2019 | Kids' Choice Awards México | Artista o grupo nacional favorito | Nominado  | [ 16 ] |

### "La Competencia"
| Año  | Premio                    | Categoría                                                                                            | Resultado |
| ---- | ------------------------- | --- | --------- |
| 2023 | Mejor preparador de Sushi | Mejor preparador de Sushi en "La Competencia" organizado por Ricardo Peralta y Teodoro de Pepe y Teo | Ganador   |